# Jean Franel
Pour les articles homonymes, voir Franel.
Jean Franel, né à Vevey le 4 mars 1824 et mort le 29 décembre 1885 à Plainpalais, est un architecte suisse.

## Biographie
Après avoir été successivement apprenti dans le cabinet de son père Philippe Franel et étudiant aux Beaux-Arts à Paris vers 1846. Jean Franel se spécialisera dans la réalisation de gares pour le compte de la compagnie ferroviaire de l'Ouest-Suisse de 1856 à 1860 ; pendant cette période, il construisit la plupart des petites gares situées entre Villeneuve et Genève. Il se fixera ensuite dans cette dernière ville pour y réaliser, avec différents confrères, plusieurs bâtiments.
Mort à Genève, il est enterré au cimetière des Rois.

## Principales réalisations
- Aide à la réalisation du Conservatoire de musique de Genève (1856-1858)
- Bâtiment des Bastions de l'Université de Genève (1856-1858)
- Grand-hôtel de Vevey (1867)
- Monument Brunswick (1873)